# Baltjärnen (Bjurholms socken, Ångermanland, 710315-165421)
Baltjärnen är en sjö i Bjurholms kommun i Ångermanland och ingår i Öreälvens huvudavrinningsområde. Sjön har en area på 0,0215 kvadratkilometer och ligger 245,9 meter över havet. Baltjärnen ligger i Öreälven Natura 2000-område. Sjön avvattnas av vattendraget Balån (Balbäcken).

## Delavrinningsområde
Baltjärnen ingår i det delavrinningsområde (710358-165373) som SMHI kallar för Ovan 710005-165418. Medelhöjden är 300 meter över havet och ytan är 23,17 kvadratkilometer. Det finns inga avrinningsområden uppströms utan avrinningsområdet är högsta punkten. Balån (Balbäcken) som avvattnar avrinningsområdet har biflödesordning 2, vilket innebär att vattnet flödar genom totalt 2 vattendrag innan det når havet efter 89 kilometer. Avrinningsområdet består mestadels av skog (85 procent). Avrinningsområdet har 0,05 kvadratkilometer vattenytor vilket ger det en sjöprocent på 0,2 procent.